# Margaret Trevena Martin
Margaret Trevena Martin (FLS) (11 de noviembre de 1905 - enero de 2000) fue una botánica, algóloga, profesora, taxónoma, conservadora, y exploradora inglesa.

## Carrera
En 1936, obtuvo su Ph.D. en biología vegetal, por la Universidad de Londres. Desarrolló actividades académicas y científicas en University College of North Wales, Bangor, Gwynedd, al norte de Gales.

## Algunas publicaciones
- margaret trevena Martin, mary agard Pocock. 1953. South African parasitic Florideae and their hosts. 2. Some South African parasitic Florideae. Journal of the Linnean Society of London 55 (356): 48 – 64

- -------------------------------. 1947. Some South African Rhodophyceae. II Helminthora furcellata comb. nov. Trans. S. Soc. S. Afr. xxxi: 371 - 372.

## Honores

### Galardones
- 2007: Founder's Trees and Commemorative Trees, por el Penn State Mont Alto Arboretum.[9]

- La abreviatura «M.T.Martin» se emplea para indicar a Margaret Trevena Martin como autoridad en la descripción y clasificación científica de los vegetales.[10]